# 鄭俊弘 THE RED CONCERT 2015 紅色演唱會
《鄭俊弘The Red Concert 2015演唱會》是香港男歌手鄭俊弘第二個人演唱會，於2015年9月5日假九龍灣國際展貿中心舉行，名字全寫為「Ecco呈獻：鄭俊弘 The Red Concert 2015 演唱會」。

## 簡介
自2014年11月1日首次個人演唱會之後，星夢娛樂於2015年7月13日舉行記者會正式宣佈鄭俊弘的第二次個人演唱會《ECCO呈獻：鄭俊弘 THE RED CONCERT 2015 紅色演唱會》 ，定在2015年9月5日於九龍灣國際展貿中心舉行。樂迷專程從澳門、廣州、新馬、澳洲、美加等地遠赴香港觀看。鄭俊弘以歌唱、舞蹈、演奏結他、打鼓，作突破性多元化表演中英名曲，亦首次現場Live演唱《當狗愛上貓》。星夢娛樂於2015年10月7日在其官方網站發放Radio Edit版本，同步在iTunes供付款下載，上架一小時即排行廣東歌及單曲銷量榜等等五大銷量排行榜冠軍，雖然在還沒有拍MV及還沒有開始宣傳的情況下上架發售，《當狗愛上貓》並且也連續九天穩佔iTunes粵語音樂銷售排行榜第一位，上榜十三天仍然佔第二位，其後更奪得IFPI香港唱片銷量大獎頒獎禮2015十大數碼暢銷歌曲。

## 演唱會主辦機構
星夢娛樂

## 演唱會音樂總監
鄧建明

## 演唱會嘉賓
太極樂隊之成員鄧建明與雷有暉、樂隊HOME

## 演唱會曲目
| 次序 | 曲目                 | 作曲                        | 填詞            | 備注                                      |
| 1    | 有效日期             | 譚國政/鄧雷瑩               | 林夕            |                                           |
| 2    | 個個讚你乖           | C.Y.Kong                    | 林敏聰          |                                           |
| 3    | 紅                   | 張國榮                      | 林夕            |                                           |
| 4    | 紅色跑車             | 因葵                        | 因葵            | 與嘉賓鄧建明及雷有暉合唱                  |
| 5    | Black or White       | Michael Jackson             | Michael Jackson |                                           |
| 6    | HOME                 | Fred @ HOME                 | FRED @ HOME     | 以樂隊HOME形式表演                        |
| 7    | 序                   | SAM @ HOME                  | SAM @ HOME      | 以樂隊HOME形式表演                        |
| 8    | 歲月無聲             | 黃家駒                      | 劉卓輝          | 鄭俊弘主音及節奏結他以樂隊HOME形式 jam 歌 |
| 9    | 逝去日子             | 黃家駒                      | 劉卓輝          | 鄭俊弘主音及節奏結他以樂隊HOME形式 jam 歌 |
| 10   | 時光機               | FRED @ HOME                 | FRED @ HOME     | 以樂隊HOME形式表演                        |
| 11   | 我就是我             | 朱俊傑                      | 張美賢          |                                           |
| 12   | 留住我吧             | 太極                        | 潘源良          | 與嘉賓鄧建明及雷有暉合唱                  |
| 13   | 拒絕再玩             | 玉置浩                      | 娃娃            |                                           |
| 14   | 躍動的心             |                             |                 | 無綫電視J2翡翠二台台歌                    |
| 15   | 投降吧               | 張家誠                      | 楊熙            |                                           |
| 16   | 垃圾                 | 陳輝陽                      | 黃偉文          |                                           |
| 17   | 滴汗                 | Cindy Guidry/Giegory Guidry | 林振強          |                                           |
| 18   | 點火                 | 朱俊傑                      | 楊熙            |                                           |
| 19   | 我的快樂時代         | 鄭華娟                      | 黃達輝          |                                           |
| 20   | 活著viva             | 謝霆鋒                      | 林夕            | 鄭俊弘主音及節奏結他與嘉賓鄧建明 jam 歌   |
| 21   | 無名氏               | Eric Kwok                   | 林若寧          |                                           |
| 22   | 當狗愛上貓           | 張家誠                      | 楊熙            | 鄭俊弘新歌, 首次演唱                      |
| 23   | 相思無用             | 林偉文                      | 陳家麗          |                                           |
| 24   | 無心傷害             | 小蟲                        | 小蟲            |                                           |
| 25   | 愛同行               | 張家誠                      | 楊熙            |                                           |
| 26   | 忘了嗎               | 張家誠                      | 谷若時          |                                           |
| 27   | Just the Way You Are | Bruno Mars                  | Bruno Mars      |                                           |
| 28   | 熊貓                 | 張家誠                      | 楊熙            |                                           |

## 到場嘉賓
何哲圖、梁烈唯、許廷鏗、胡鴻鈞、林師杰、謝文欣、朱俊傑、張家誠、嚴勵行、潘盈慧、朱明銳、艾力、麥長青、馬海倫、龔嘉欣、張振朗、鄭紹康

## 相關連結
- 鄭俊弘
- 熊貓的故事

## 記事
- 2015年7月13日「鄭俊弘 The Red Concert 2015 演唱會」記者招待會。
- 門票價錢: HK$600 / $400 / $300